# The Acacia Strain
The Acacia Strain es una banda estadounidense de deathcore de Chicopee, Estados Unidos formada en 2001. La banda ha pasado por varios cambios de formación y el vocalista Vincent Bennett es el único miembro desde su fundación hasta la actualidad. La banda firma para el sello Rise Records.

## Historia
Originalmente fundada en 2001, la propia banda ha sufrido numerosos cambios en el miembro de formación. Hasta la fecha se han publicado siete álbumes de estudio, así como dos splits: una con Loyal to the Grave (con la versión de la canción "Seasons in the Abyss" de Slayer) y otro con This or the Apocalypse, War from a Harlots Mouth, Fact, y Aggressive Dogs. La banda ha trabajado con productores destacado como Adam Dutkiewicz y Chris "Zeuss" Harris.
En diciembre de 2009, la banda viajó como apoyo en vivo a Hatebreed en Stillborn Fest, junto a Crowbar, The Casualties, y Thy Will Be Done.
La banda lanzó su DVD, "The Most Known Unknown", el 16 de febrero de 2010. La banda alcanzó el Billboard Top 200 con los álbumes en 2008 con "Continent" y en 2010 con "Wormwood".
La banda tocó en el Warped Tour 2011 en el escenario de Advent Clothing junto con We Came as Romans, Set Your Goals, Winds of Plague, Miss May I, entre otros.
El 17 de abril del 2012, se anunció que la banda había firmado en Rise Records, anunciando planes para un nuevo álbum en octubre de 2012.
El 25 de abril de 2012, una nueva canción titulada "Servant in the Place of Truth", fue lanzado digitalmente, y en ese momento era también a la espera de su próximo álbum, que será lanzado en el otoño.
El 18 de julio de 2012, la banda anunció el título de su nuevo álbum próximo, "Death Is the Only Mortal". Fue lanzado el 9 de octubre de 2012.
El 10 de agosto de 2012, la banda anunció la lista de canciones de "Death Is the Only Mortal" y lanzó el álbum de arte a través de su página de Facebook. Sin embargo, el sencillo de "Servant in the Place of Truth" no aparece en el álbum. El guitarrista Daniel "DL" Laskiewicz confirmó más tarde que se trataba de un sencillo, no-álbum.
El 6 de septiembre de 2012, un sencillo oficial "Death Is the Only Mortal" fue lanzado titulado "Victims of the Cave", como un video lyrics en el canal de YouTube de Rise Records.
En noviembre de 2012, la banda se presentó en el Van's Warped Tour de Reino Unido apoyando el álbum Daybreaker de Architects en "Almost World Tour".
El 27 de noviembre de 2012, la banda estuvo involucrado en un accidente de vuelco, lo que les impidió viajar con Veil of Maya a partir de entonces.
El 4 de junio de 2013, la banda anunció que habían presentado dos nuevos guitarristas como miembros definitivos, Devin Shidaker (ex-Oceano) y Rich Gómez (ex-Molotov Solution).
El 12 de agosto, la banda reveló el próximo título del álbum iba a ser "Coma Witch", que se estrenará el 14 de octubre La banda también lanzó el video musical del primer sencillo del álbum, "Cauterizer".
El 23 de mayo de 2015, la banda anunció en su página de Facebook que van a aparecer en el The Summer Slaughter Tour 2015, y que su bajista Jack Strong dejará el cargo y será reemplazado por su amigo Griffin Landa.

## Miembros
| Miembros actuales - Vincent Bennett – voz principal (2001–presente) - Kevin Boutot – batería (2005–presente) - Devin Shidaker – Guitarra solista, coros (2013–presente) - Griffin Landa – bajo (2015–presente) - Tom "The Hammer" Smith, Jr. – Guitarra rítmica (2016–presente) | Antiguos miembros - Rich Gomez – Guitarra rítmica (2013–presente) - Daniel "DL" Laskiewicz – guitarra, coros (2001–2013) - Daniel Daponde – Guitarra rítmica (2001–2006) - Christopher Daniele – guitarra (2001–2005) - Ben Abert – batería (2001–2004) - Karrie Whitfield – bajo (2001–2003) - Jeanne Sagan – bajo (2003) - Seth Coleman – bajo (2004–2006) - Jack Strong – bajo (2006–2015) | Miembros de tour - Mark Castillo – batería (2004–2005) - David Sroka – guitarra (2009) - Mike Casavant – guitarra (2009–2010) - Tim Cavallari – guitarra (2010–2012) - Tony Diaz – guitarra (2010–2012) |

## Discografía
Álbumes de estudio
| ...And Life Is Very Long                                       | - Lanzamiento: 2 de septiembre de 2002 - Sello discográfico: Devil's Head - Formato: CD, descarga digital         | —   | —  | —  | —  | —  |
| 3750                                                           | - Lanzamiento: 13 de julio de 2004 - Sello discográfico: Devil's Head, Prosthetic - Formato: CD, descarga digital | —   | —  | —  | —  | —  |
| The Dead Walk                                                  | - Lanzamiento: 13 de junio de 2006 - Sello discográfico: Prosthetic - Formato: CD, descarga digital               | —   | 40 | 47 | —  | —  |
| Continent                                                      | - Lanzamiento: 19 de agosto de 2008 - Sello discográfico: Prosthetic - Formato: CD, descarga digital              | 107 | 2  | 13 | —  | 18 |
| Wormwood                                                       | - Lanzamiento: 20 de julio de 2010 - Sello discográfico: Prosthetic - Formato: CD, descarga digital               | 67  | —  | 6  | 21 | 8  |
| Death Is the Only Mortal                                       | - Lanzamiento: 9 de octubre de 2012 - Sello discográfico: Rise - Formato: CD, descarga digital                    | 51  | —  | 10 | 21 | 5  |
| Coma Witch                                                     | - Lanzamiento: 14 de octubre de 2014 - Sello discográfico: Rise - Formato: CD, descarga digital                   | 31  | —  | 4  | 8  | 1  |
| Gravebloom                                                     | - Lanzamiento: 30 de junio de 2017 - Sello discográfico: Rise - Formato: CD, descarga digital                     | 146 | —  | 4  | 29 | 8  |
| "—" denota una grabación que no fue lanzado en ese territorio. | |     |    |    |    |    |

EP
- 2013 – Money For Nothing
- 2013 – Above/Below

Sencillo
- 2012 – Servant In The Place of Truth

Demo
- 2010 – 2001 Demo

DVD
- 2010 – The Most Known Unknown

## Videoclips
| Año  | Nombre              | Álbum de estudio  |
| ---- | ------------------- | ----------------- |
| 2004 | Smoke Ya Later      | 3750              |
| 2005 | 3750                | 3750              |
| 2006 | Angry Mob Justice   | The Dead Walk     |
| 2009 | Skynet              | Continent         |
| 2010 | The Hills Have Eyes | Wormwood          |
| 2011 | The Impaler         | Wormwood          |
| 2013 | Money For Nothing   | Money For Nothing |
| 2014 | Cauterizer          | Coma Witch        |